# M60-UCD1

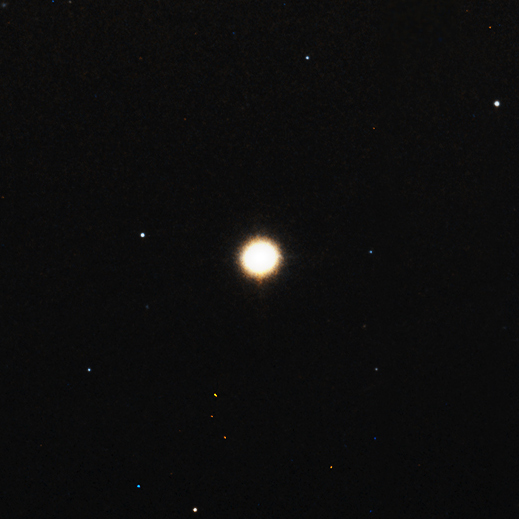
Galaktyka M60-UCD1, zdjęcie zrobione w zakresie promieniowania widzialnego przez Kosmiczny Teleskop Hubble’a

M60-UCD1 – ultrazwarta galaktyka karłowata odkryta w 2013 roku, w momencie jej odkrycia była to najmniejsza znana galaktyka zawierająca supermasywną czarną dziurę i zarazem pierwsza ultrazwarta galaktyka karłowata z takim obiektem. Masa galaktyki szacowana jest na około 140 milionów mas Słońca, a masa jej wewnętrznej czarnej dziury na około 15% masy galaktyki, czyli około 21 milionów mas Słońca. M60-UCD1 ma największą gęstość materii ze wszystkich znanych galaktyk i w momencie jej odkrycia była to najjaśniejsza ze wszystkich znanych ultrazwartych galaktyk karłowatych.

## Nazwa
Pierwsza część nazwy, M60, oznacza, że galaktyka położona jest w pobliżu galaktyki M60. Druga część nazwy, UCD1, składa się ze skrótowca „UCD” oznaczającego w języku angielskim ultracompact dwarf (ultrazwarta galaktyka karłowata) i numeru „1” oznaczającego, że jest to pierwszy tego typu obiekt odkryty przy galaktyce M60.

## Odkrycie
Badania były opłacone przez fundusze zapewnione przez amerykańską National Science Foundation, jej niemiecki odpowiednik oraz agencje naukowe z Kanady, Chile, Australii, Brazylii i Argentyny działające w ramach umowy z Obserwatorium Gemini. Kierownikiem międzynarodowej grupy trzynastu astronomów był Anil Seth z University of Utah. Odkrycia dokonano przy użyciu 8-metrowego teleskopu Gemini North i dzięki dodatkowym obserwacjom z kosmicznego teleskopu Hubble'a.

## Charakterystyka
Galaktyka położona jest około 54 miliony lat świetlnych od Ziemi.
Masa galaktyki szacowana jest na 140 milionów mas Słońca i należy ona do typu ultrazwartych galaktyk karłowatych. Masa położonej wewnątrz galaktyki supermasywnej czarnej dziury szacowana jest na 21 milionów mas Słońca i stanowi aż 15% masy galaktyki. Dla porównania, masa czarnej dziury M60-UCD1 jest pięć razy większa od masy czarnej dziury położonej wewnątrz Drogi Mlecznej, której masa jest około tysiąca razy większa niż masa M60-UCD1.
Średnica galaktyki wynosi około 24 parseków. Jej jasność wynosi 4,1 × 107 L☉ i w momencie jej odkrycia była to najjaśniejsza znana ultrazwarta galaktyka karłowata.
Masa czarnej dziury została oszacowana na podstawie prędkości poruszania się gwiazd położonych blisko centrum galaktyki, poruszają się one z prędkością około 370 tysięcy kilometrów – znacznie szybciej niż gdyby galaktyka nie zawierała czarnej dziury. Na obecność centralnej czarnej dziury wskazuje także fakt, że galaktyka jest bardziej masywna niż można się tego teoretycznie spodziewać po ilości światła, jaką emituje. Alternatywna hipoteza mówi, że galaktyka nie ma czarnej dziury, ale zawiera dużo bardzo masywnych, ciemnych gwiazd.
Obecność tak masywnej czarnej dziury przy tak małej ilości gwiazd sprawia, że galaktyka ma największą gęstość materii wśród wszystkich znanych galaktyk. Połowa masy galaktyki zawiera się w kuli o promieniu zaledwie 80 lat świetlnych. Gęstość gwiazd w tej galaktyce jest około piętnastu tysięcy razy większa niż gęstość gwiazd w części Galaktyki, gdzie położona jest Ziemia, co oznacza że gwiazda położone są około 25 razy bliżej siebie niż w naszej Galaktyce.
Obiekt o tak małej masie nie jest w stanie wytworzyć tak dużej czarnej dziury. Uważa się, że w przeszłości była to znacznie większa galaktyka zawierająca około dziesięciu miliardów gwiazd, ale po bliskim przejściu w pobliżu M60 większość z jej gwiazd i zewnętrzna powłoka ciemnej materii zostały od niej oderwane i należą teraz do M60.